# Sakura Tange
Sakura Tange (丹下 桜?, Tange Sakura; Aichi, 24 marzo 1973) è una doppiatrice e cantante giapponese.
È conosciuta per il suo lavoro di doppiaggio per il personaggio di Sakura Kinomoto della serie animata Card Captor Sakura.
Sakura Tange ha lavorato come doppiatrice di anime e videogiochi giapponesi, oltre che con programmi radiofonici ed eventi live. Lavorò sia con la Aoni Production e la Konami, ma lasciò in seguito il suo lavoro come doppiatrice per concentrarsi sul suo futuro come cantante. Da allora ha pubblicato diversi dischi usando nomi a lei conosciuti, come Little Seraph, Angelic Alice, A N G E L e attualmente さくら/SAKURA.

## Ruoli importanti

### Anime
- Burn-Up Excess (Ririka)
- Card Captor Sakura (Sakura Kinomoto)
- D.N.Angel Wink (drama CD) (Risa Harada)
- Dennō Sentai (Midi)
- Fire Emblem (Shiida)
- Gasaraki (Sunao Murai)
- Infinite Ryvius (Kozue Izumi)
- Android Announcer Maico 2010 (MAICO)
- MAZE Bakunetsu Jikuu (Mill)
- Melty Lancer (Angela)
- Miyuki nel paese delle meraviglie (Yuri)
- Nintama Rantarou, seconda stagione (Yuki)
- Marmalade Boy (Suzu Sakuma)
- Sailor Moon (Miharu Akiyama)
- Tenshi ni Narumon! (Myūzu)
- Trouble Chocolate (Hinano)
- Fate/Extra Last Encore (Saber)
- Fate/Apocrypha (Jack lo Squartatore)

### TV
- Il trenino Thomas (Nancy)

### Videogiochi
- Ayakashi Ninden Kunoichiban (Tsukiha Hisano)
- Azur Lane (IJN Kitakaze, IJN I-168)
- Blue Archive (Cherino Renkawa)
- Dead or Alive (Kasumi)
- Dead or Alive 2 (Kasumi)
- Dead or Alive Dimensions (Kasumi Alpha, Alpha-152)
- Dragalia Lost (Mitsuhide)
- Fate/EXTRA (Saber/Nero Claudius)
- Fate/Extra CCC (Saber/Nero Claudius)
- Fate/Grand Order (Saber/Nero Claudius, Assassin/Jack the Ripper)
- Fate/Extella: The Umbral Star (Saber/Nero Claudius)
- Fate/Extella Link (Saber/Nero Claudius)
- Fire Emblem Heroes (Hembla)
- Granblue Fantasy (Cagliostro, Macula Marius, Sakura Kinomoto)
- Granblue Fantasy: Versus (Cagliostro)
- Granblue Fantasy: Versus Rising (Cagliostro)
- Granblue Fantasy: Relink (Cagliostro)
- Legend of the Mystical Ninja (Omitsu)
- Money Puzzle Exchanger (Sakura Mitsukoshi/Exchanger)
- Princess Quest (Custard)
- Tokimeki Memorial (Akiho Minori)

## CD singoli
- Anata ni Aitakute～Missing You～Millennium Dance Version (Sakura Tange & Kyouko Hikami) 6 maggio 2000 (AVDA-14015)
- C.H.O.C.O. (Sakura Tange & Kyouko Hikami) 15 dicembre 1999 (AVDA-14006)
- Anata no Yarikata de Dakishimete 1º gennaio 1997 (KIDA-7620)
- Make You Smile 21 giugno 1997 (KIDA-7626)
- Tune My Love 24 luglio 1997 (KIDA-7628)
- 2 Shoku dake no Palette 21 agosto 1997 (KIDA-7630)
- Catch Up Dream 27 marzo 1998 (KIDA-7640)
- Free 4 settembre 1998 (KIDA-7647)
- Stand By Me 27 novembre 1998 (KIDA-7649)
- Wonder Network/Private Link 5 marzo 1999 (KIDA-7652)
- Bright Shine on Time 23 luglio 1999 (KMDS-1)
- To Love 22 settembre 1999 (KMDS-2)
- Mirai Kara no Air Mail 3 febbraio 2000 (KMCS-7)

### Come Little Seraph
- AIR COMMUNICATION 24 novembre 2000 (WFCC-2001)
- Kiseki no Kaze 24 marzo 2001 (WFCC-2002)
- SUN SPLASH 31 agosto 2001 (WFCC-2005)
- HOLY LOVE 25 gennaio 2002 (WFCC-2009)

### Come ANGEL
- ANGEL
- SMILE
- CHEER
- HAPPY
- SWEET
- PEACE
- HEALING

### Come さくら
- Cherry A La Mode～Hajimemashite～ 28 aprile 2004 (WYCC-4000)
- Cherry A La Mode～Ogenki desu ka?～ 30 giugno 2004 (WYCC-4001)
- Cherry A La Mode～Takaramono～ 29 settembre 2004 (WYCC-4002)
- Cherry A La Mode～Arigatou～ 22 dicembre 2004 (WYCC-4003)
- Cherry A La Mode～Koko ni iru yo～ 23 marzo 2005 (WYCC-4005)
- Cherry A La Mode～Ohayō～ 29 giugno 2005 (WYCC-4006)
- Cherry A La Mode～Oyasumi～ 28 settembre 2005 (WYCC-4007)

## CD album
- Love Stories 25 novembre 1995 (TKCA-70769)
- Be Myself 21 novembre 1996 (KICA-7726)
- MAKE YOU SMILE 3 ottobre 1997 (KICA-7802)
- New Frontier 23 settembre 1998 (KICA-789)
- Alice 26 marzo 1999 (KICA-7956)
- SAKURA TANGE INSTRUMENTAL TRACKS
- Neo-Generation 22 ottobre 1999 (KMCS-4)
- SAKURA 16 marzo 2000 (KMCS-8)
- MARINE 3 agosto 2000 (KMCS-9)
- SPUR 24 gennaio 2001 (KMCS-19)

### Come Little Seraph
- WONDER MUSEUM 5 ottobre 2001 (WFCC-2006)
- WONDER MUSEUM 2 1º gennaio 2003 (WFCC-2014)
- FULL VOICE (Mini-album) 31 ottobre 2004 (WFCC-2020)

### Come ANGEL
- CHERISH
- RAINBOW 29 ottobre 2003

### Come さくら
- Cherry A La Mode Collection 1 23 febbraio 2005 (WYCC-4004)
- Cherry A La Mode Collection 2 7 dicembre 2005 (WYCC-4008)
- Sora to Kaze to Kimi to Boku 25 ottobre 2006 (WYCC-4009)
- ～10th Anniversary Best～ Sakura Selection 21 marzo 2007 (WYCC-4010)
- venusnote 14 novembre 2007 (WYCC-4012)